# 小行星5813
小行星5813（5813 Eizaburo）是一颗绕太阳运转的小行星，为主小行星带小行星。该小行星于1988年11月发现。

## 轨道参数
小行星5813的轨道半长轴为389 114 821 km（2.6010349 UA），离心率为0.171。